# Werner Naumann
Werner Naumann, född 16 juni 1909 i Guhrau, död 25 oktober 1982 i Lüdenscheid, var i Tredje riket statssekreterare vid Riksministeriet för folkupplysning och propaganda under Joseph Goebbels. Adolf Hitler utsåg i sitt politiska testamente av den 29 april 1945 Naumann till Goebbels efterträdare. Naumann tillhörde även Freundeskreis Reichsführer-SS.
Naumann befann sig i Führerbunkern i andra världskrigets slutskede. Den 1 maj 1945 flydde han från bunkern tillsammans med bland andra Martin Bormann, Ludwig Stumpfegger och Artur Axmann. Naumann tog sig igenom de sovjetiska linjerna och undkom senare till Argentina. Där blev han redaktör för den nynazistiska tidskriften Der Weg. Israeliska agenter kom dock Naumann på spåren och han återvände till Västtyskland. I januari 1953 greps han av brittiska myndigheter och hölls häktad i ett drygt halvår. Senare samma år anslöt han sig till det högerextrema Deutsche Reichspartei (DRP).
Senare blev Naumann direktör för ett metallföretag ägt av Goebbels styvson Harald Quandt.